# Eusyllis collaris
Eusyllis collaris är en ringmaskart som först beskrevs av Hartman 1948.  Eusyllis collaris ingår i släktet Eusyllis och familjen Syllidae. Inga underarter finns listade i Catalogue of Life.